# 直線形分子構造

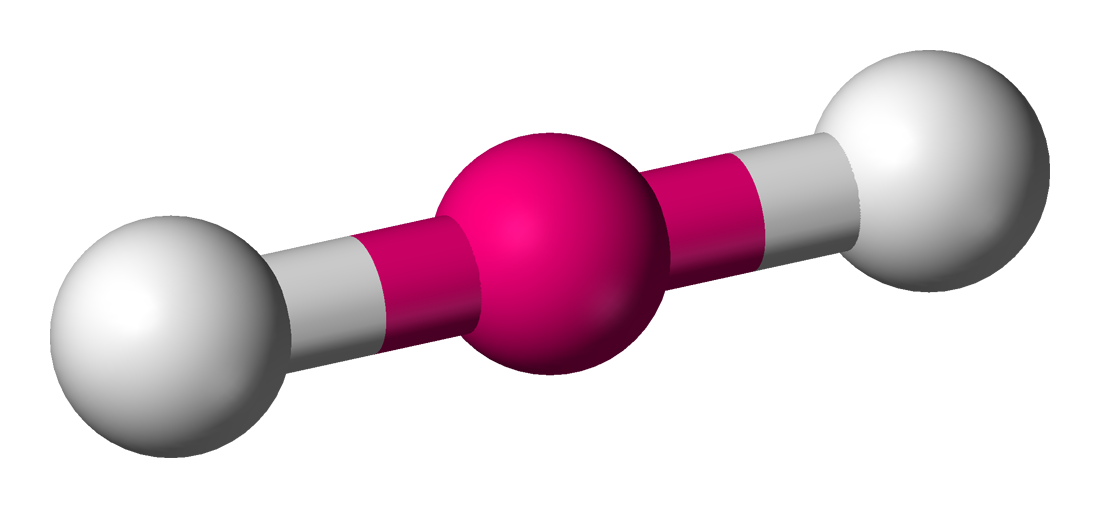
直線幾何配置を持つ化合物の理想的な構造

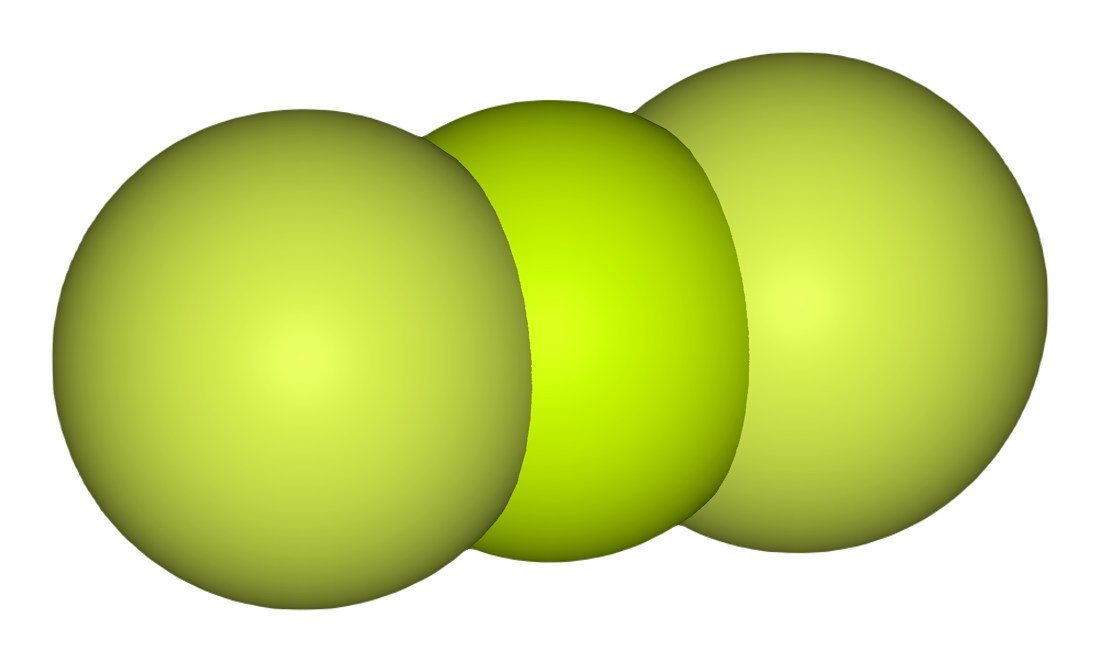
フッ化ベリリウム (BeF_{2}) の構造。ベリリウム原子を中心とした直線幾何配置を持つ化合物。

化学において、直線形分子構造（ちょくせんけいぶんしこうぞう、英: Linear molecular geometry）とは、3原子またはそれ以上の原子が結合角180° で結合することが予想される分子構造のことである。有機分子の例に炭素原子を中心としたsp混成軌道によって表現されるアセチレンがある。
VSEPR模型によれば、直線幾何配置は、AXE表記法において2つの結合原子と0または3個の孤立電子対を持つ中心原子で生じる。直線幾何配置を持つ中性のAX2分子には、2つの単結合を持つフッ化ベリリウム（F−Be−F）、2つの二重結合を持つ二酸化炭素（O=C=O）、1つの単結合と1つの三重結合を持つシアン化水素（H−C≡N）がある。4つ以上の原子からなる最も重要な直線形分子はアセチレン（H−C≡C−H）である。アセチレンでは、それぞれの炭素原子が1つの水素原子との単結合ともう一方の炭素原子との三重結合を持つ中心原子と考えられる。直線形アニオンにはアジド（N−
3）およびチオシアネート（SCN−）があり、直線形カチオンにはニトロニウムイオン（NO+
2）がある。
直線幾何配置は、二フッ化キセノン（XeF2）や三ヨウ化物イオン（I−
3）といったAX2E3型分子でも生じる。VSEPR模型で説明されているように、中心原子上の5つの価電子対は3つの孤立電子対がより混んでいないエクアトリアル（赤道）位を占め、2つの結合原子が軸の両端のアキシアル位を占める三方両錐形を形成する。これによって、直線形分子が形成される。